# Jaén (distrito)
Jaén é um distrito do Peru, departamento de Cajamarca, localizada na província de Jaén.

## Transporte
O distrito de Jaén é servido pela seguinte rodovia:
- PE-5N, que liga o distrito de Chanchamayo (Região de Junín) à Ponte Integración (Fronteira Equador-Peru) - e a rodovia equatoriana E682 - no distrito de Namballe (Região de Cajamarca)
- PE-4C, que liga a cidade de Choros ao distrito de Santa Cruz[1][2][3]